# Imre Alfréd Erőss
Imre Alfréd Erőss (* 7. Juli 1909 in Prisian (ungarisch Perestyén), Komitat Krassó-Szörény, Österreich-Ungarn; † 31. Juli 1950 in Cluj (deutsch Klausenburg), Rumänien) war zwischen 1949 und 1950 Weihbischof des Bistums Alba Iulia.

## Leben
Imre Eröss, ungarischer Abstammung, besuchte das Piaristengymnasium (Timișoara) und wollte Jesuit werden, was ihm sein Vater untersagte. Er begann ein Studium in Târgu Secuiesc (ungarisch Kézdivásárhely, deutsch Szekler Neumarkt). Das Studium der Theologie begann er 1929 in Alba Iulia und setzte es später in Rom fort. Am 27. Oktober 1935 wurde er zum Priester geweiht. Zunächst Krankenhausseelsorger war er von 1938 bis 1941 Präfekt am Priesterseminar in Alba Iulia, ab 1944 Professor für Dogmatik in Klausenburg.
Am 2. Februar 1949 wurde Eröss in der Kapelle der Nuntiatur in Bukarest durch Gerald Patrick O’Hara, den Offizial der Apostolischen Nuntiatur in Rumänien zum Bischof geweiht. Mitkonsekratoren waren Áron Márton, der Bischof von Alba Iulia, und Ioan Ploscaru, der Weihbischof von Lugoj.
Am 2. August 1950 starb Bischof Imre Alfréd Erőss in einem Krankenhaus in Cluj und wurde auf dem Friedhof in Turda beigesetzt. Er veröffentlichte mehrere theologische und religionspädagogische Schriften.